# South Africa International 2000
Die South Africa International 2000 im Badminton fanden Mitte Juni 2000 statt.

## Sieger und Platzierte
| Disziplin    | Gold                         | Silber                        | Bronze                        |
| ------------ | ---------------------------- | ----------------------------- | ----------------------------- |
| Herreneinzel | Dean Potgieter               | Gerhard Herselman             | Michael Adams                 |
| Herreneinzel | Dean Potgieter               | Gerhard Herselman             | Stewart Carson                |
| Dameneinzel  | Michelle Edwards             | Chantal Botts                 | Ronel Pieterse                |
| Dameneinzel  | Michelle Edwards             | Chantal Botts                 | Lydia Godfrey                 |
| Herrendoppel | Anton Kriel Nico Meerholz    | Johan Kleingeld Gavin Polmans | Brent James Dorian James      |
| Herrendoppel | Anton Kriel Nico Meerholz    | Johan Kleingeld Gavin Polmans | Dave Calvert Stewart Carson   |
| Mixed        | Anton Kriel Michelle Edwards | Johan Kleingeld Karen Coetzer | Michael Adams Renee Schoonees |
| Mixed        | Anton Kriel Michelle Edwards | Johan Kleingeld Karen Coetzer | Gavin Polmans Chantal Botts   |